# Gulo gulo katschemakensis
Gulo gulo katschemakensis es una subespecie de mamíferos carnívoros de la familia Mustelidae, subfamilia Mustelinae.

## Distribución geográfica
Se encuentra en la Península de Kenai en Alaska (EE. UU.).